# 横井藤四郎
横井 藤四郎（よこい とうしろう、1864年3月12日（元治元年2月5日）- 1933年（昭和8年）6月11日）は、明治から昭和前期の実業家、政治家。衆議院議員。旧姓・清水。

## 経歴
若狭国遠敷郡国分村（福井県遠敷郡遠敷村を経て現小浜市国分）で、清水幸助の二男として生まれる。1892年（明治25年）9月、遠敷郡三宅村（上中町を経て現三方上中郡若狭町）の仮屋、横井惣右衛門の婿養子となる。漢学、数学、英学などを学び、日清戦争、日露戦争に従軍した。
共立物産 (株) 支配人となり、同社取締役、沖台拓殖製糖取締役、中立砂糖 (株) 監査役、ユニオン硝子専務取締役、江若鉄道取締役などを務めた。
1912年（明治45年）5月の第11回衆議院議員総選挙で福井県郡部から無所属で立候補したが落選。その後、1917年（大正6年）4月の第13回総選挙に福井県郡部から無所属で出馬して当選し、正交倶楽部に所属して衆議院議員に1期在任した。
晩年は兵庫県武庫郡精道村（現芦屋市）で暮らし、同地で没した。

## 親族
- 妻 横井とみ（養父長女）[5]